# Bolsa de Valores de Toronto
O Toronto Stock Exchange (Bolsa de Valores de Toronto, em português), cuja abreviação oficial é TSX, é a maior bolsa de valores do Canadá, a segunda maior do continente americano, e a sexta maior do mundo. O Toronto Stock Exchange movimenta anualmente mais de 1,62 trilhão de dólares. O Toronto Stock Exchange emprega 510 pessoas. Sua sede está localizada em Toronto, próxima ao cruzamento da Bay Street com a King Street, o coração financeiro da cidade.